# واحه (فیلم ۲۰۰۲)
«واحه» (انگلیسی: Oasis) یک فیلم درام و رمانتیک به کارگردانی لی چانگ-دونگ که در سال ۲۰۰۲ منتشر شد. این فیلم در هفتادمین و پنجمین دوره جایزه اسکار در سال ۲۰۰۳ نماینده کره جنوبی بود.

## جوایز
| سال  | جشنواره                         | بخش                   | نامزدی       | نتیجه    | جایزه      | منبع  |
| ---- | ------------------------------- | --------------------- | ------------ | -------- | ---------- | ----- |
| ۲۰۰۲ | جشنواره فیلم ونیز               | بهترین فیلم           | لی چانگ-دونگ | نامزدشده | شیر طلایی  | [ ۲ ] |
| ۲۰۰۲ | جشنواره فیلم ونیز               | بهترین کارگردانی      | لی چانگ-دونگ | برنده    | شیر نقره‌ای | [ ۲ ] |
| ۲۰۰۲ | جایزه فیلم اژدهای آبی کره جنوبی | بهترین بازیگر جدید زن | مون سو ری    | برنده    |            | [ ۲ ] |